# Tătărăni, Vaslui
Tătărăni este satul de reședință al comunei cu același nume din județul Vaslui, Moldova, România.

## Istorie
Satul este atestat documentar in anul 1463 intr-un uric, acesta gasindu-se in prezent la Iași. Numele inițal a fost Galașani sau Galașești (dovada fiind mahalaua Galeș). Numele actual al satului este pomenit intr-un document in jurul anului 1623.
 Acest articol despre o localitate din județul Vaslui este deocamdată un ciot. Puteți ajuta Wikipedia prin completarea lui.